# Heliconius vitellina
Heliconius vitellina är en fjärilsart som beskrevs av Hans Ferdinand Emil Julius Stichel 1919. Heliconius vitellina ingår i släktet Heliconius och familjen praktfjärilar. Inga underarter finns listade i Catalogue of Life.